# 蒙文兴
蒙文兴（1949年4月13日—），柬埔寨政治家，柬埔寨卫生部部长。